# Xanthorhoe peribleta
Xanthorhoe peribleta är en fjärilsart som beskrevs av Brandt 1941. Xanthorhoe peribleta ingår i släktet Xanthorhoe och familjen mätare. Inga underarter finns listade i Catalogue of Life.